# منطقة البروج

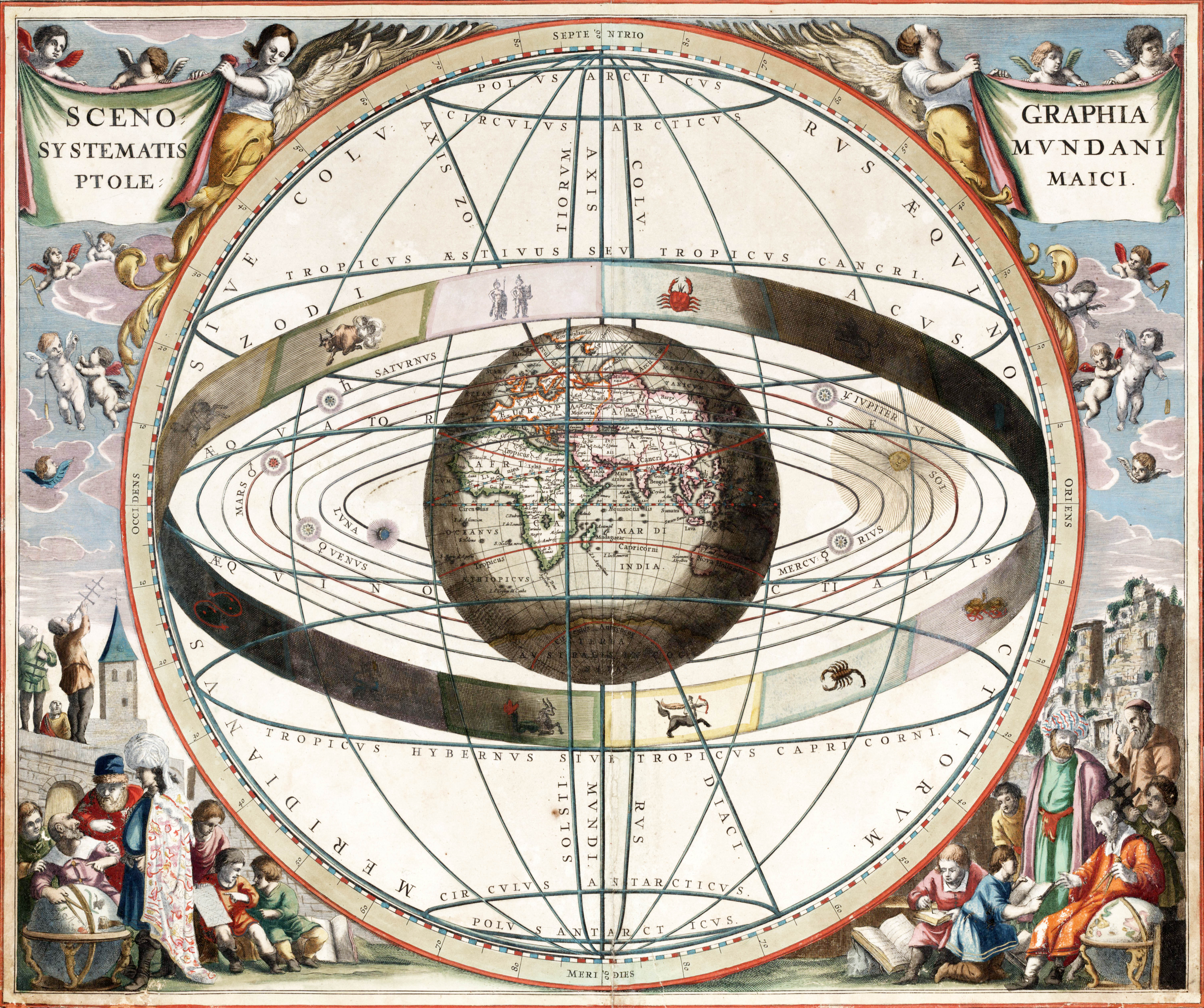
مخطوطة تعود لعام 1660م تصور دائرة الأبراج

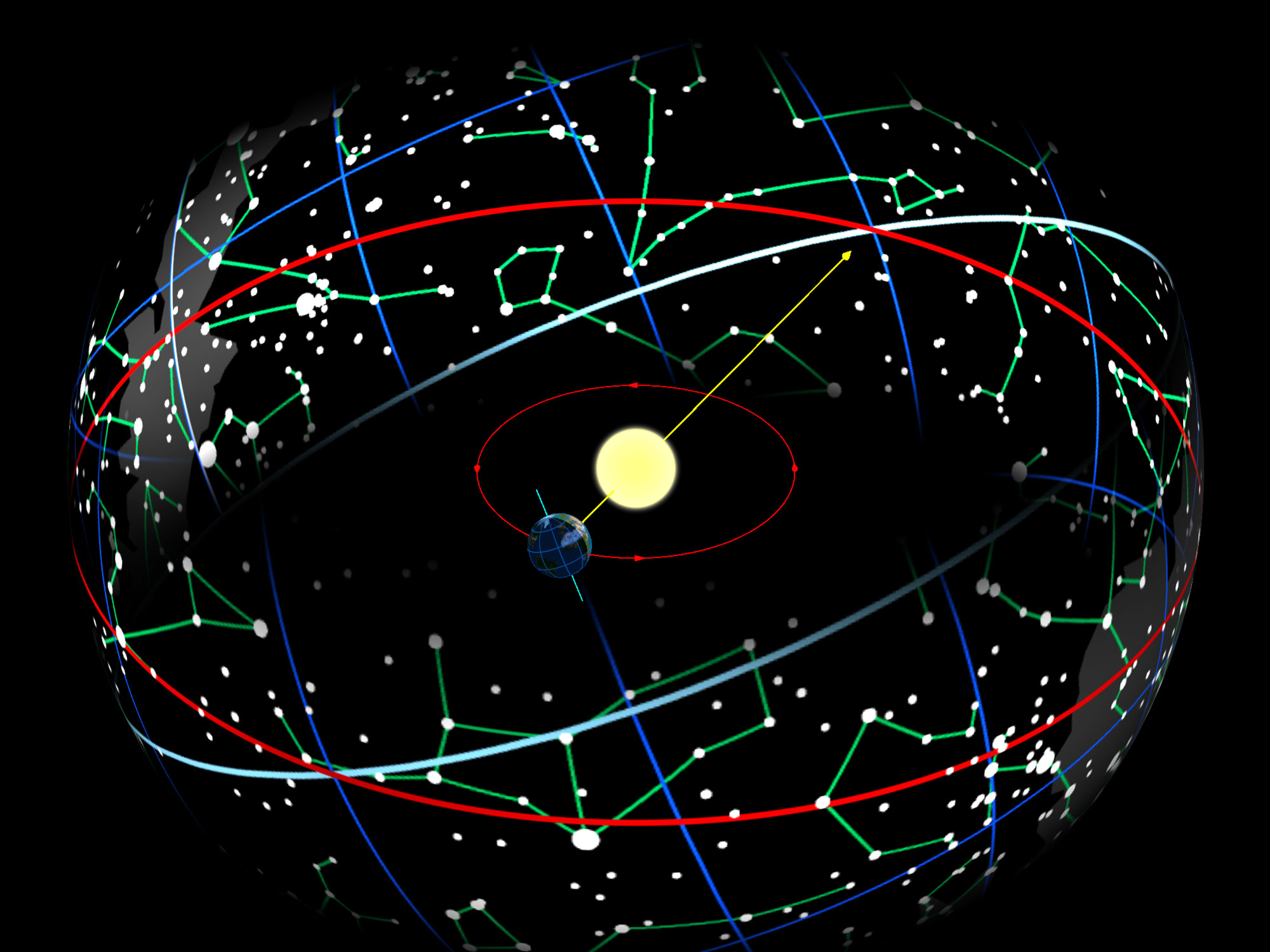
إن دوران الأرض حول الشمس يجعل الشمس كما لو كانت تنتقل عبر الأبراج الفلكية (أحمر)، ولكن هذه الدائرة تميل بمقدار 23°27' بالنسبة إلى خط الاستواء السماوي (أزرق).

مِنْطَقَة البروج أو دائرة البروج هي منطقة في السماء 9 درجات شمالًا و 9 درجات جنوبًا حول مسار الشمس الذي تتحرك فيه عبر السماء ويقطع على الكرة السماوية التي كان يعتقد أنها لا نهائية في الكبر، ویسمی مدار الشمس السنوي الظاهري على الكرة السماوية دائرة الكسوف ویعرف حسب مستوى مدار الأرض.
وتتحرك الشمس وجميع الكواكب في جزء ضيق من الكرة السماوية يقسمها إلى نصفين، والأبراج الاثنا عشرة الواقعة ضمن هذا الجزء تسمى «الأبراج السماوية»، وتسمى المنطقة التي تغطّيها 12 برجاً من الأبراج السماوية بدائرة البروج.

## نقاط الفصول
توجد الشمس من 21 مارس إلى 23 سبتمبر في نقطة تقاطع مسار الشمس مع خط الاستواء السماوي. وهذان هما وقتا تساوي الليل والنهار (الاعتدالان)، وتسميان بنقطتي الربيع والخريف على التوالي. ونحو 21 يونيو تصل الشمس إلى أقرب نقطة إلى الشمال على مسار الشمس، ونحو 21 ديسمبر إلى أقرب نقطة إلى الجنوب. وهذان هما وقتا بداية الصيف والشتاء ويسميان بنقطتي الانقلاب (نقطتي انقلاب الشمس) على التوالي. تبعد كل من نقاط الربيع والخريف والصيف والشتاء عن الأخرى مقدار 90° في المقياس السماوي.
يقطع مسار الشمس (في وسط دائرة البروج) مستوى الاستواء السماوي بزاوية ميل تسمى ميل دائرة البروج وتقدر بحوالي '27 °23 وهي متغيرة نتيجة تبادر الاعتدالين والترنح اللذان يحدثان تغييرًا في وضعي كل من دائرة البروج ومستوى الاستواء بالنسبة للنجوم الثوابت.
تسمى النقطتان اللتان تصنعان زاوية مقدارها 90° مع كل نقطة على مسار الشمس من دائرة البروج بقطبي دائرة البروج. ويقع القطب الشمالي للبروج في نصف الكرة الواقع شمال مستواها الاستوائي، وما يقابله في نصف الكرة السماوي الجنوبي هو القطب الجنوبي للبروج.
يطلق على حزام بعرض بضع درجات على جانبي دائرة البروج منذ القدم اسم دائرة الحيوانات، ويرجع اسم البروج إلى امتداد هذا الحزام على البروج المعروفة، كما يرجع معناها بالأفرنجية إكلبتك إلى كلمة يونانية هي «إكلبس» ومعناها اختفاء، أي اختفاء من الشمس أو القمر، الأمر الذي يحدث عندما يكون القمر قريباً مباشرة لإحدى نقاط تقاطع مسقط مداره على الكرة السماوية مع دائرة البروج.
وتجدر الإشارة إلى وجود اخطاء كبيرة في الحسابات الفلكية المعتمدة في الابراج حالياً مثل أن برج الشخص يتغير كل 18 سنة، أو أن عدد الأبراج هو 13 برجاً وليس 12. تلك الاخطاء وتجاهلها يشير إلى مدى عشوائية ولا منطقية ما يُقدم من حسابات الأبراج وتوقعاتها التي أثبتت عدم وجود أي مصداقية ولكنه مقبول لدى الناس في نفس الوقت ضمن ما يعرف بـ تأثير فورير.

## دائرة البروج الأثني عشر
قسمت دائرة البروج قديما إلى 12 قسما وسميت بدائرة الحيوانات كالآتي: الحمل؛ الثور؛ التوأمان؛ السرطان؛ الأسد؛ العذراء؛ الميزان؛ العقرب؛ القوس؛ الجدي؛ الدلو؛ الحوت. والكوكبة الحواء التي توجد في منطقة البروج لا تنتمي إلى دائرة الحيوانات وبرج القوس تمر فیها. والبرج في التنجيم عبارة عن منطقة حوالي °30 من حزام دائرة الحيوانات، تنتظم فيها البروج السابقة، وللبروج المختلفة رموز خاصة.

| البرج | كوكبة مشابه | علامة       | EN          | شهور الشمسي | ساعة متوسط الحلول  | تواریخ الشمسي       | تواریخ المیلادی       |
| ----- | ----------- | ----------- | ----------- | ----------- | ------------------ | ------------------- | --------------------- |
| حَمَل   | حمل         | Aries       | Aries       | حمل         | 00:00 يوم 1 حمل    | 1 حمل - 30 حمل      | 21 مارس – 19 أبريل    |
| ثور   | ثور         | Taurus      | Taurus      | ثور         | 10:58 يوم 31 حمل   | 31 حمل - 30 ثور     | 20 أبريل – 20 مايو    |
| جوزاء | الجوزاء     | Gemini      | Gemini      | جوزاء       | 10:03 يوم 31 ثور   | 31 ثور - 31 جوزاء   | 21 مايو – 21 يونيو    |
| سرطان | سرطان       | Cancer      | Cancer      | سرطان       | 17:56 يوم 31 جوزاء | 1 سرطان - 31 سرطان  | 22 يونيو – 22 يوليو   |
| أسد   | أسد         | Leo         | Leo         | أسد         | 04:49 يوم 1 أسد    | 1 أسد - 31 أسد      | 23 يوليو – 22 أغسطس   |
| سنبلة | العذراء     | Virgo       | Virgo       | سنبلة       | 11:56 يوم 1 سنبلة  | 1 سنبلة - 31 سنبلة  | 23 أغسطس – 22 سبتمبر  |
| ميزان | ميزان       | Libra       | Libra       | ميزان       | 09:37 يوم 1 ميزان  | 1 ميزان - 1 عقرب    | 23 سبتمبر – 23 أكتوبر |
| عقرب  | عقرب        | Scorpio     | Scorpius    | عقرب        | 19:03 يوم 1 عقرب   | 2 عقرب - 1 قوس      | 24 أكتوبر – 22 نوفمبر |
| قوس   | رامي        | Sagittarius | Sagittarius | قوس         | 16:42 يوم 1 قوس    | 2 قوس - 30 قوس      | 23 نوفمبر – 21 ديسمبر |
| جدي   | جدي         | Capricornus | Capricornus | جدي         | 06:06 يوم 1 جدي    | 1 جدي - 30 جدي      | 22 ديسمبر – 20 يناير  |
| دلو   | دلو         | Aquarius    | Aquarius    | دلو         | 16:44 يوم 30 جدي   | 1 دلو - 29 دلو      | 21 يناير – 18 فبراير  |
| حوت   | حوت         | Pisces      | Pisces      | حوت         | 06:52 يوم 30 دلو   | 30 دلو - انتهاء حوت | 19 فبراير – 20 مارس   |

## الکواکب الفلكية عند دائرة البروج ومسار الشمس
یوجد اثنا عشر برجًا فلكيًا حيث تقسم دائرة البروج إلى 12 قسمًا متساويًا. ویوجد 13 کوکبًا علی مسار الشمس أیضاً، ویستقر کل قسم من ساحة 24 کوکبًا عند دائرة البروج علی الاقل. تمكث الشمس فی مسارها في البروج الإثني عشر طوال 30 درجة مساویة فی شهر شمسی واحد تقریبا. لكن تمكث فی الكواكب حسب مساحتها واستقرارها. فی المقابل تنكث فی کوکب الحواء (الواقع بين کوکبي العقرب والقوس «المرمى») 18 يوماً فقط من 29 نوفمبر وحتى 17 ديسمبر.
الكواكب عند مسار الشمس (13 کوکبًا): حمل - ثور - جوزاء (توأم) - سرطان - أسد - عذراء - میزان - عقرب - حواء (حامل الثعبان) - قوس (مرمى) - جدي - دلو - حوت.

## مواضيع ذات صلة
- خط طول سماوي
- أبراج صينية
- مسار البروج
- ضوء دائرة البروج
- خارطة النجوم
- سماء الربيع